# Arthur's Seat
Arthur's Seat (lett. "Seggio di Artù") è la massima elevazione del gruppo di colline che fanno parte del caratteristico Parco di Holyrood, al centro della città di Edimburgo, circa un miglio a est del castello di Edimburgo. La collina domina la città da un'altezza di 251 metri, regalando un'eccellente vista panoramica, e si può risalire abbastanza facilmente tramite percorsi molto frequentati, il più semplice dei quali si trova a est, dove il pendio erboso corre verso Dunsapie Loch.

## Toponimo
Molti sostengono che il nome della collina derivi da una moltitudine di leggende riferite a Re Artù, come la citazione in Y Gododdin.
Non esiste un nome in gaelico scozzese, ma William Maitland propose che il nome fosse una storpiatura di Àrd-na-Said, che significa "altura delle frecce", che negli anni divenne Arthur's Seat (passando per "Archer's Seat"). In alternativa John Milne propone l'etimologia da Àrd-thir Suidhe che significa "posto su un'altura".

## Geologia

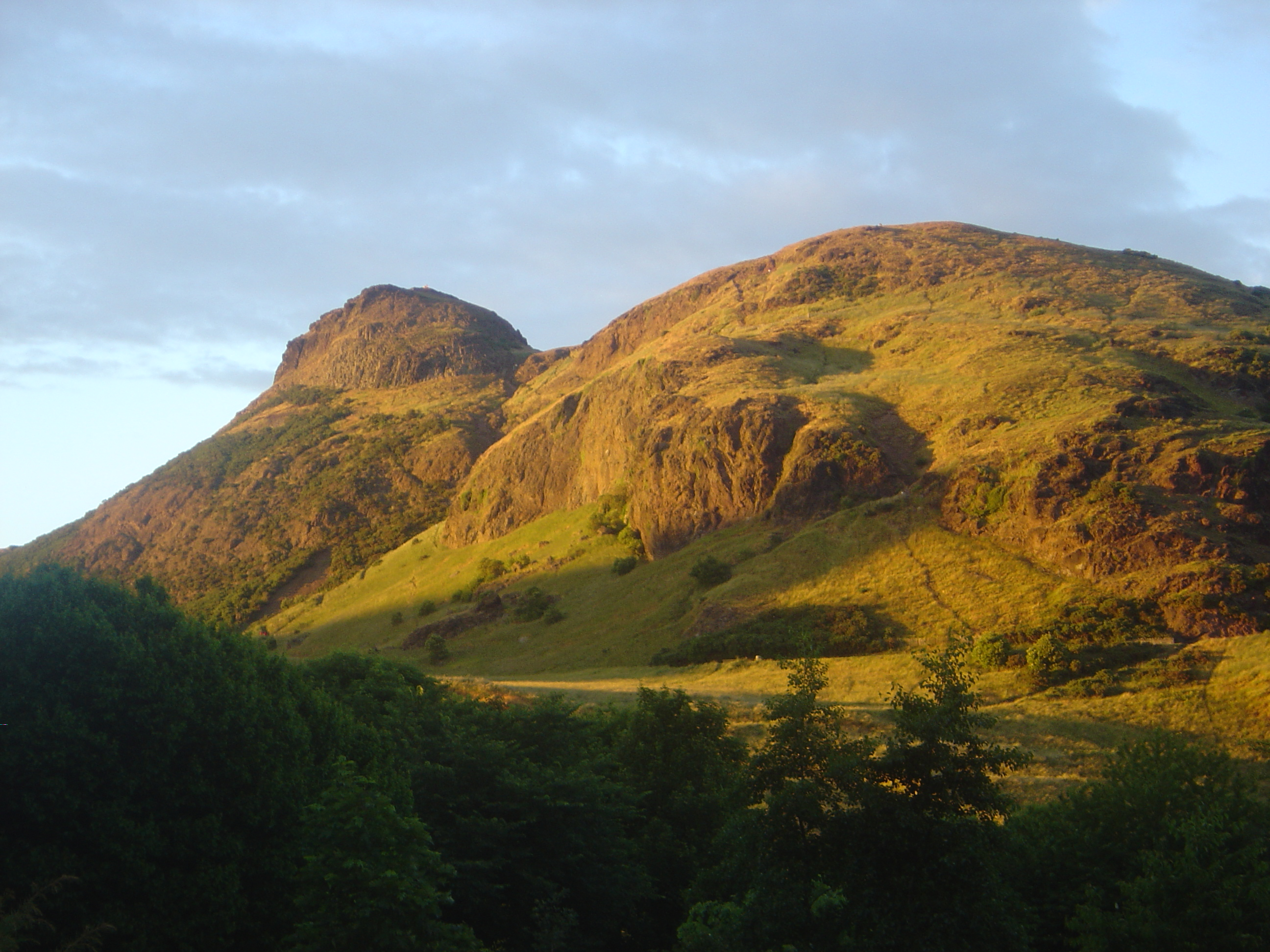
Arthur's Seat in una sera estiva

Come la collina rocciosa su cui è costruito il Castello di Edimburgo, Arthut's Seat è stata formata da un vulcano spento del Carbonifero (circa 350 milioni di anni), che è stato eroso dai ghiacciai che si sono spostati da ovest a est durante il Quaternario (circa gli ultimi due milioni di anni), esponendo una scogliera rocciosa a ovest e una coda di materiale eroso a est. In questo modo si sono formate le Falesie di Salisbury e si sono formate scogliere di basalto tra Arthur's Seat e il centro della città. Da alcune angolazioni Arthur's Seat assomiglia ad un leone giacente. Due dei molti crateri spenti sono la 'Testa del Leone' e il 'Fianco del Leone'.
Arthur's Seat e le falesie di Salisbury limitrofe hanno aiutato a capire la formazione della geologia moderna. In una di queste aree James Hutton osservò che le disposizioni dei sedimenti e la formazione delle rocce magmatiche dovevano essere avvenute in età e in modi diversi rispetto a quello che si credeva all'epoca. È possibile vedere un particolare conosciuta come "Sezione di Hutton" nelle Falesie di Salisbury, dove il magma ha forzato la sua strada attraverso le rocce sedimentarie al di sopra di esso per formare il davanzale di dolerite che può essere visto nella sezione.
La collina ha una forte somiglianza con Cavehill a Belfast in termini geologici e per la prossimità ad un grosso centro urbano.

## Storia
Le difese della fortezza di collina sono visibili intorno al massiccio principale dell'Arthur's Seat a Dunsapie Hill e sopra le Samson's Ribs, in questi ultimi casi sicuramente di datazione preistorica. Probabilmente queste fortificazioni sono state il centro del potere dei Votadini, che erano il soggetto del romanzo Y Gododdin che si pensa sia stato scritto intorno al 600 d.C. e ambientato nella fortificazione della collina dove ora sorge il castello di Edimburgo. Il romanzo include una similitudine in cui un guerriero viene comparato a Re Artù che (se non è stata un'aggiunta successiva) è uno dei primi riferimenti letterari ad Artù, e allude alla possibilità che la sua fama cadde su una delle fortificazioni e quindi alla collina su cui era costruita venne dato il suo nome.
Due pendici ghiaiose sulla parte a est della collina rappresentano i resti di un forte dell'Età del ferro e una serie di terrazamenti per l coltivazione sono evidenti vicino alla strada. Nel 1836, poco sotto la cima, furono ritrovate diciassette piccole bare di legno. Il loro ritrovamento non è mai stato spiegato esaurientemente. Fu suggerita l'ipotesi di una connessione con la stregoneria. In alternativa, possono essere un memoriale per le diciassette vittime dei famigerati William Burke (1792–1829) e William Hare (morto c. 1860).
Arthur's Seat ha anche un particolare significato storico per la Chiesa di Gesù Cristo dei santi degli ultimi giorni (Mormoni), perché è qui che la nazione della Scozia è stata dedicata nel 1840 "per la predicazione del Vangelo". L'apostolo Orson Pratt arrivò in Scozia agli inizi del 1840, il 18 maggio andò ad Edimburgo e il giorno seguente:
Il nome "Pratt's Hill" non è molto usato degli scozzesi, ma è nella cultura scritta americana. Pratt salì la collina più volte per inginocchiarsi e pregare, dicendo che "Ho alzato i miei desideri al cielo in nome del popolo della città [di Edimburgo]"

Panorama di 360° dalla cima dell'Arthur's Seat